# Gmina związkowa Mansfelder Grund-Helbra
Gmina związkowa Mansfelder Grund-Helbra (niem. Verbandsgemeinde Mansfelder Grund-Helbra) – gmina związkowa w Niemczech, w kraju związkowym Saksonia-Anhalt, w powiecie Mansfeld-Südharz. Siedziba gminy związkowej znajduje się w miejscowości Helbra.
Gmina związkowa zrzesza osiem gmin wiejskich: 
- Ahlsdorf
- Benndorf
- Blankenheim
- Bornstedt
- Helbra
- Hergisdorf
- Klostermansfeld
- Wimmelburg